# Blokhuis (Genemuiden)
Het Blokhuis was een kasteel in de Nederlandse plaats Genemuiden, provincie Overijssel. Het kasteel is in 1527 door hertog Karel van Gelre gesticht maar werd reeds in 1584 afgebroken.

## Geschiedenis
In 1527 bezette Karel van Gelre de stad Genemuiden. Hij bouwde aan de noordzijde van de stad het Blokhuis. Een jaar later werd droeg de bisschop van Utrecht het Oversticht over aan keizer Karel V, waarna een leger onder leiding van stadhouder Georg Schenk van Toutenburg optrok naar Genemuiden en het kasteel namens Karel V in bezit nam.
De stadhouder heeft hierna de kerktoren van Genemuiden laten afbreken omdat deze te dicht bij het kasteel stond.

### Tachtigjarige Oorlog
In 1568 was de Tachtigjarige Oorlog uitgebroken. Na een korte bezetting in 1572 door troepen gelieerd aan Willem van Oranje, werd Genemuiden in 1578 bezet door stadhouder Georg van Lalaing, graaf van Rennenberg. Omdat Rennenberg in 1580 de zijde koos van de Spaanse koning, kwam Genemuiden opeens in Spaanse handen. Hierop viel een leger van de steden Deventer, Hasselt, Kampen en Zwolle het Blokhuis van Genemuiden aan. Zij kregen bij verdrag van 8 april het kasteel overgedragen. 
In 1584 werd het Blokhuis afgebroken om te voorkomen dat het nog gebruikt kon worden door de Spaanse vijand. De stenen werden verscheept naar Holland.

### Begraafplaats
De laatste restanten van het Blokhuis verdwenen in de 18e eeuw, maar de voormalige kasteelplaats bleef als hoger gelegen locatie zichtbaar. Op deze 'kasteelbelt' of 'Blokhuiserf' werd in 1828 een begraafplaats aangelegd. Hiervoor moest het terrein nog wel extra opgehoogd vanwege het vele puin en muurresten in de grond. Deze Begraafplaats Blokhuishof is een gemeentelijk monument.
In 2011 vond archeologisch onderzoek plaats vanwege de herinrichting van de voormalige gemeentewerf naast de begraafplaats. Hierbij zijn muurresten van waarschijnlijk de toegangspoort gevonden. Grondradaronderzoek toonde aan dat er ook op andere locaties zich nog muurresten in de grond bevinden.

## Beschrijving
Het kasteel is in 1527 gesticht, maar de bouwwerkzaamheden duurden uiteindelijk zo'n 30 jaar. De stadskaart van Jacob van Deventer uit midden 16e eeuw toont een omgracht, vierkant kasteel met diverse gebouwen. Op een kaart uit begin 17e eeuw is alleen nog de vierkante kasteelplattegrond te zien, zonder verdere bebouwing. Een tekening uit 1838 toont een impressie van het kasteel: een omgracht, vierkant slot inclusief diverse gebouwen en een toren.
In de tuin van de oudheidkamer van Genemuiden wordt nog een waterspuwer van de kasteeltoren bewaard die begin 21e eeuw is gevonden.
Verder herinneren de straatnaam Blokhuisweg en het wooncomplex Blokhuis aan het verdwenen kasteel.
Den Aalshorst · Den Alerdinck · Huis Almelo · Arkelstein · Averbergen · Azoelen · Backenhagen · Bellinckhof · Den Berg · Huis Bergentheim · Beugelskamp · Beverfeurde · Blankena · Hof te Boekelo · Borgbeuningen · Havezate Boskamp · Boxbergen · Havezate Brecklenkamp · Bredenhorst · Buckhorst · Campherbeek · Colckhof · Den Dam · Huis Diepenheim · Dingshof · Dubbelink · Kasteel Eerde · Egede · Havezate Elsen · Everlo · Landgoed Frieswijk · Goor · Huis Gramsbergen · Grimberg · Grotenhuis · De Haere · Haerst · Hagmeule · Slot Hardenberg · Huis Heeckeren · Huis Hengelo · Herxen · Hofstede · Hogenhof · Hoikink · Hondeborg · Katenhorst · Kevelham · Kranenburg · De Kuile · Het Laar · Leemcule · Luttenberg · Mataram · Mennigjeshave · Nijenhuis (Diepenheim) · Nijenhuis (Olst-Wijhe) · Oldemeule · Olidam · Oosterhof · Huis te Ootmarsum · Den Ordel · Pekkedam · Pothof · Rande · Kasteel Rechteren · Het Reelaer · Rhaan · Rutenberg · Huis Saasveld · Scherpenzeel · Havezate Schoonheten · Havezate Schuilenburg · Singraven · Stoevelaar · Kasteel Toutenburg · Twickel · Vechterweerd · Venebrugge · Kasteel Voorst · Warmelo · Wegdam · Weldam · Weleveld · Huis Werkeren · Westerflier · Westerveld · Wittenstein · Zuthem